# Kenny Agostino
Kenneth "Kenny" Agostino, född 30 april 1992 i Morristown, är en amerikansk professionell ishockeyspelare.
Han har tidigare spelat på NHL-nivå för Toronto Maple Leafs, New Jersey Devils, Montreal Canadiens, Boston Bruins, St. Louis Blues och Calgary Flames och på lägre nivå för Toronto Marlies, Rocket de Laval, Providence Bruins, Chicago Wolves, Stockton Heat och Adirondack Flames i AHL och Yale Bulldogs (Yale University) i NCAA.

## Spelarkarriär

### NHL

#### Pittsburgh Penguins
Agostino draftades i sjätte rundan i 2010 års draft av Pittsburgh Penguins som 140:e spelare totalt.

#### Calgary Flames
Den 28 mars 2013 tradades han, tillsammans med Ben Hanowski och ett draftval i första rundan 2013 (Morgan Klimchuk), till Calgary Flames i utbyte mot Jarome Iginla.

#### St. Louis Blues
Han blev free agent sommaren 2016 och skrev på ett ettårskontrakt med St. Louis Blues den 2 juli 2016.

#### Boston Bruins
Efter sejouren i St. Louis skrev han på ett ettårskontrakt med Boston Bruins den 1 juli 2017.

#### Montreal Canadiens
Han skrev som free agent på ett ettårskontrakt med Montreal Canadiens värt 700 000 dollar den 1 juli 2018.

#### New Jersey Devils
Han plockades på waivers av sin hemstadsklubb New Jersey Devils den 11 februari 2019.

#### Toronto Maple Leafs
Agostino skrev på ett tvåårskontrakt värt 1,475 miljoner dollar med Toronto Maple Leafs den 1 juli 2019.

### SHL
Den 21 augusti 2023 skrev Agostino på ett ettårskontrakt med Skellefteå AIK, som därmed blev den första SHL-klubben att värva en spelare från KHL efter starten av Rysslands invasion av Ukraina. Kontraktet som han tidigare hade med KHL-klubben Torpedo Nizjnij Novgorod blev förlängt i december 2021, innan invasionens start, och han hade sedan dess gjort aktiva försök med att ta sig ur klubben. Kontraktet med Skellefteå AIK bröts två dagar senare, den 23 augusti, efter att Aftonbladet och Expressen fått uppgifter om att Agostino var på väg att skriva kontrakt med Växjö Lakers sommaren 2022, men att han tackade nej på grund av lägre lön än i Ryssland.

## Statistik
| 2008–09     | New Jersey Colonials     | AYHL        | 29  | 30  | 43  | 73  | 26  | —  | — | — | —  | —  |
| 2009–10     | Delbarton Green Wave     | USHS        | 27  | 50  | 33  | 83  | 40  | —  | — | — | —  | —  |
|             | U.S. National U18 Team   | USDP        | 2   | 0   | 0   | 0   | 2   | —  | — | — | —  | —  |
| 2010–11     | Yale Bulldogs            | NCAA        | 31  | 11  | 14  | 25  | 30  | —  | — | — | —  | —  |
| 2011–12     | Yale Bulldogs            | NCAA        | 33  | 14  | 20  | 34  | 32  | —  | — | — | —  | —  |
| 2012–13     | Yale Bulldogs            | NCAA        | 37  | 17  | 24  | 41  | 32  | —  | — | — | —  | —  |
| 2013–14     | Calgary Flames           | NHL         | 8   | 1   | 1   | 2   | 0   | —  | — | — | —  | —  |
|             | Yale Bulldogs            | NCAA        | 33  | 14  | 18  | 32  | 46  | —  | — | — | —  | —  |
| 2014–15     | Adirondack Flames        | AHL         | 67  | 15  | 28  | 43  | 52  | —  | — | — | —  | —  |
| 2015–16     | Calgary Flames           | NHL         | 2   | 0   | 0   | 0   | 0   | —  | — | — | —  | —  |
|             | Stockton Heat            | AHL         | 65  | 23  | 34  | 57  | 18  | —  | — | — | —  | —  |
| 2016–17     | St. Louis Blues          | NHL         | 7   | 1   | 2   | 3   | 2   | —  | — | — | —  | —  |
|             | Chicago Wolves           | AHL         | 65  | 24  | 59  | 83  | 48  | 10 | 5 | 5 | 10 | 8  |
| 2017–18     | Boston Bruins            | NHL         | 5   | 0   | 1   | 1   | 4   | —  | — | — | —  | —  |
|             | Providence Bruins        | AHL         | 64  | 16  | 37  | 53  | 35  | 4  | 0 | 4 | 4  | 2  |
| 2018–19     | Montreal Canadiens       | NHL         | 36  | 2   | 9   | 11  | 26  | —  | — | — | —  | —  |
|             | Rocket de Laval          | AHL         | 12  | 4   | 6   | 10  | 4   | —  | — | — | —  | —  |
|             | New Jersey Devils        | NHL         | 27  | 4   | 9   | 13  | 8   | —  | — | — | —  | —  |
| 2019–20     | Toronto Maple Leafs      | NHL         | —   | —   | —   | —   | —   | —  | — | — | —  | —  |
|             | Toronto Marlies          | AHL         | 53  | 27  | 22  | 49  | 36  | —  | — | — | —  | —  |
| 2020–21     | Toronto Maple Leafs      | NHL         | 1   | 0   | 0   | 0   | 0   | —  | — | — | —  | —  |
|             | Toronto Marlies          | AHL         | 22  | 9   | 13  | 22  | 2   | —  | — | — | —  | —  |
| 2021–22     | Torpedo Nizjnij Novgorod | KHL         | 46  | 20  | 20  | 40  | 16  | —  | — | — | —  | —  |
| 2022–23     | Torpedo Nizjnij Novgorod | KHL         | 29  | 4   | 7   | 11  | 2   | 1  | 0 | 0 | 0  | 0  |
| NHL totalt  | NHL totalt               | NHL totalt  | 85  | 8   | 22  | 30  | 40  | —  | — | — | —  | —  |
| AHL totalt  | AHL totalt               | AHL totalt  | 302 | 100 | 175 | 275 | 175 | 14 | 5 | 9 | 14 | 10 |
| NCAA totalt | NCAA totalt              | NCAA totalt | 134 | 56  | 76  | 132 | 140 | —  | — | — | —  | —  |
| KHL totalt  | KHL totalt               | KHL totalt  | 75  | 24  | 27  | 51  | 18  | 1  | 0 | 0 | 0  | 0  |